# Млиноманія
Млинома́нія — фестиваль, присвячений українським традиціям і фольклору з елементами сучасного мистецтва. Заснований у селі Печера 7 липня 2007 року на свято Івана Купала. З 2008 по 2010 роки проходив у с. Сокілець біля Сокілецького Млина. Починаючи з 2011 року, Млиноманія відбувається щорічно в перші вихідні серпня в селі Печера (Тульчинський район).

## 2007 рік
Перший фестиваль у с. Печера пройшов під назвою «Землі квітучої краса». Активну участь у технічній підготовці фестивалю взяв гурт «ШаБаШ» і Михайло Толмачов. Програма фестивалю складалась з двох частин: акустичної та електричної. Виступи майстри художньої самодіяльності: місцеві печерські хори та ансамблі. Після самодіяльності відіграли рок-гурти:
- «Новий день» м. Тульчин.
- «Develop» м. Немирів.
- «Бузькі Приблуди» с. Сокілець.
- «ШаБаШ» м. Київ.

## 2008 рік
Локацію фестивалю змінили на галявину біля старовинного Сокілецького Млина. Місцем обрали галявину між згорілим млином і уцілілим складом Млинського комплексу в с. Сокілець. Вели фестиваль, який мав робочу назву "Рок-Купала", запальні Кука та Чуковський із гурту "Кука та Банда". Але по ходу дійства, не без допомоги ведучих, народилась інша назва - «Млиноманія», яка сподобалась всім учасникам і закріпилась за фестивалем надалі. На фестивалі заграли колективи:
- «Тінь» м. Шпиків.
- «Develop» м. Немирів.
- «Alice Green» м. Київ.
- «Post effect» м. Хмельницький.
- «Бузькі Приблуди» с. Сокілець.
- «Сльози відчаю» с. Сокиряни.
- «Ясон» м. Вінниця.
- «Степан Бенд» м. Вінниця.
- «Шпінат» м. Одеса.
- «Кука та Банда» м. Київ.

2008 року у фестивалі не брали участі народні діячі художньої самодіяльності, проте своє мистецтво продемонстрували митці боді-арту, фотохудожники.

## 2009 рік
Фестиваль пройшов у тому самому місці, що й минулий раз — с. Сокілець.
Були запрошені й відібрані такі музичні колективи:
- «Milk it» м. Вінниця.
- «Infanta» м. Вінниця.
- «InFloccia» м. Київ.
- «МАРТОВІ» м. Вінниця.
- «Бузькі Приблуди» с. Сокілець.
- «Decorum» м. Калинівка.
- «Ясон» м. Вінниця.
- «Brandon from 19» м. Вінниця.
- «Тінь» м. Шпиків.
- «Ті, що падають вгору» м. Тернопіль.
- «ТеЯRем» м. Дніпропетровськ.
- «ЯроДан» м. Київ.
- «ОрАндж» м. Тернопіль.
- «Los Colorados» м. Тернопіль.
- «My*17» м. Київ.
- «НЕ ПРИТУЛЯТИСЯ» м. Київ.
- «Місто Казкових Мрій» м. Київ.
- «Сади Аккаду» м. Черкаси.
- «Nameless» м. Тернопіль.
- «THEgEE's» м. Тернопіль.
- «All Rivers Heart» м. Запоріжжя.
- «ШУМ» м. Немирів.

## 2010 рік
Фестиваль пройшов у селі Сокілець.
Повний список учасників виглядав так:
10 липня 2010 року
- 1. Led Wind — м. Вінниця
- 2. Яродан — м. Київ
- 3. Milkit — м. Вінниця
- 4. Криголам — м. Херсон
- 5. КрайСебе — м. Могилів-Подільський
- 6. Postsense — м. Біла Церква
- 7. Шум — м. Київ

11 липня 2010 року
- 1. Voz interior — м. Київ
- 2. Кам'яний Гість — м. Київ
- 3. Ренесанс — м. Ірпінь
- 4. Карт Бланш — м. Вінниця
- 5. Ясон — м. Вінниця
- 6. Ярра — м. Київ

На жаль через проблеми з негодою перший день фестивалю відбувся не в повній мірі.
Невдовзі після початку концертної програми розпочалась шквальна гроза. Було пошкоджено музичну апаратуту. Організатори не змогли чітко відповісти чи сцену буде відновлено і зважаючи на це деякі музичні колективи покинули фестиваль. Кілька гуртів таки виступили в приміщенні контори Сокілецького Млина - тогочасній штаб-квартирі фестивалю.
Проте до середини наступного дня обладнання було відновлене, і групи що не залишили фестиваль змогли виступити.

## 2011-2013 роки
Після рейдерського захоплення Сокілецького Млина на початку 2011 року, фолк-рок фестиваль Млиноманія повертається на протилежний берег Бугу - в село Печера Тульчинського р-ну. Дата проведення змінюється, і з 2011 року Млиноманія постійно проводиться в перші вихідні
серпня. Збільшується масштаб, розширюється географія учасників та гостей, проводиться широка рекламна кампанія, враховуються та виправляються попередні організаційні недоліки. До програми фестивалю додаються нові складові: велика та мала музичні сцени, ярмарок майстрів та майстер-класи, спортивні змагання, показові лицарські бої, екскурсії історичними місцями с. Печера та с. Сокілець, дитячі активності, художня та фото- виставка, кінопокази тощо. 
Лайн-ап Млиноманії 2011: 
6 серпня: МОКОША (Вінниця), Сонця коло (Київ), Євген Тимченко і Дмитро Павлюк (Вінниця), LARUS (Вінниця), ЗБІГ ОБСТАВИН (Луцьк), Друже музико (Одеса), Ясон (Вінниця).
7 серпня: Voz Interior (Київ), Milkit (Вінниця), Radio Silence (Київ), WashingTones (Київ), Шум (Київ), Карт-Бланш (Вінниця) та інші.
Ведучий - Андрій "Чук" Чуковський. В 2011 році Млиноманію відвідують близько 1500 гостей, а також музичні та фольклорні колективи, народні майстри, мандрівники з різних куточків України і не тільки.
Серед гуртів, які виступили 4-5 серпня на Млиноманії-2012 в селі Печера: Мелорі, Сонця Коло, Кука та Банда, Шум, Washing Tones, ЯроДан, The Velvet Sun (Київ), Aj-De, КоОперація, Larus, Busking NATION, Ясон (Вінниця), Boome Rang (Кишинеу, Молдова), Panke Shava (Львів), Час Буття (Білгород-Дністровський) та інші. Фестиваль відвідали понад 2000 гостей.
Млиноманія-2013 стала поки-що наймасовішою з Млиноманій. Фестиваль відвідали понад 3500 гостей, розгорнулась ціла алея майстер-класів (ткацтво, глина, лозоплетіння, хенд-мейд, боді-арт, акторська майстерність, етнічні музичні інструменти, козацькі бойові мистецтва тощо), ігор, виставок, атракціонів та інший активностей. Село Печера перетворилось на справжню фестивальну столицю Поділля. На музичних сценах фестивалю виступили більше двох десятків гуртів та виконавців. 
Субота, 3 серпня: Вячелав Моргунов (Вінниця), Fusion Sky Jazz Band (Нова Каховка), Крапка (Запоріжжя), WashingTones (Київ), Шум (Київ), Штандари (Вінниця), Фолькнери (Київ). А також акустичні виконавці, серед яких: Михайло Пенедюк (Київ), Соєже Культепе (с.Вороновиця), вокальний ансамбль села Печера, сімейний гурт "Бурти" з міста Гнівань та інші фольклорні колективи.
Неділя, 4 серпня: Pechera Folk Band (с. Печера), Sincerely Yours (Київ), Подих світла (Вінниця), MilkIt (Вінниця), Balagula Project, ех ДомЪплоТ (Вінниця), Очеретяний Кіт (Вінниця). Фестиваль завершився феєричним козацьким фаєр-шоу "Полум`я віків" та святковим салютом. Справжньою душею Млиноманії цього року став несамовитий і драйвовий Михайло Кукуюк - актор театру та кіно, ведучий, фронтмен гурту "Кука та Банда". Фразу "Are you ready to ROCK?!" та шалений драйв його пісень млиномани неодмінно запам`ятають надовго!